# Ель-Сидрон
43°23′01″ пн. ш. 5°19′44″ зх. д. / 43.383611111111° пн. ш. 5.3288888888889° зх. д.
Ель-Сидро́н (ісп. Cueva de El Sidrón) — карстова печера в приході Боринес муніципалітету Пілонья (Астурія) на північному заході Іспанії.
Оголошена «Частковим природним заповідником» в 1995 році, це місце також служить притулком для п’яти видів кажанів і є місцем виявлення двох видів Coleoptera. 

## Опис
Загальна довжина цього величезного комплексу становить приблизно 3700 м, який містить центральний зал завдовжки 200 м і стоянку скам’янілостей неандертальців — галерею Осаріо, завдовжки 28 м та завширшки 12 м. 

У 1994 році в печері випадково знайшли людські останки. 
Спочатку підозрювали, що вони походять з громадянської війни в Іспанії, оскільки там переховувалися республіканські бійці; однак пізніший аналіз показав, що останки насправді належать неандертальцям. 

### Галерея дель-Осаріо
Основною цікавинкою в печері Сидрон є галерея Осаріо  (ісп. Galería del Osario, тунель кісток), де були знайдені останки кількох неандертальців. 
Галерею розкопували у 2000-13 рр. 

Усі останки неандертальців походять з одного шару — шару III. 

Зібрання має 53 кам’яних знарядь; нелюдських кісток дуже мало. 
Єдиним іншим видом подібного розміру є благородний олень. 
Також були знайдені останки кількох дрібних ссавців і черевоногих молюсків. 

## Неандертальські скам'янілості
Дослідники відновили понад 2500 скам’янілих елементів гомінідів із цього місця. 

Мінімальна кількість особин із печери Сидрон — 13. 
 
Вік останків трьох чоловіків, трьох хлопчиків-підлітків, чотирьох жінок і трьох немовлят оцінюється приблизно в 49 000 років. 

Той факт, що кістки чудово збереглися з дуже обмеженою ерозією та відсутніми великими слідами від зубів м’ясоїдних тварин, а також незвичайне відкладення кісток, змішаних у купу гравію та бруду, свідчить про те, що ці неандертальці померли не в цьому місці, а назовні. 

Кілька сценаріїв того, як ці «члени великої сім’ї» могли опинитися в гроті розміром 6 м², який отримав назву Тунель кісток, включали затоплення, обвалення печери та утилізацію канібалами. 
Докази канібалізму: «наявність порізів, лусочок, перкуторних ямок, раковинних рубців і прилиплих лусочок». 

Дослідники припускають, що вони потрапили до печери в через обвал сусідніх тріщин над місцем або припливом зливової води. 

### Морфологія

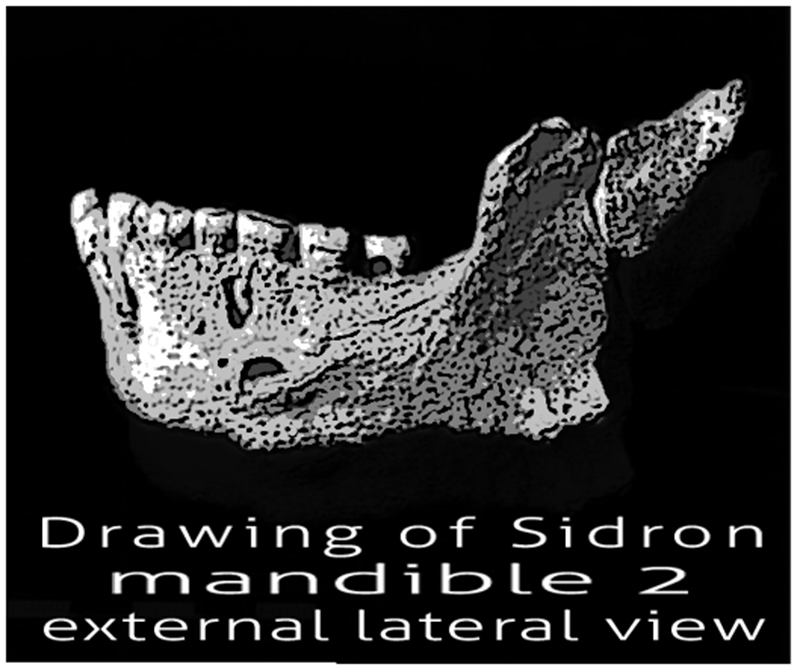
нижня щелепа з Сидрону

Морфологічно люди з Ель-Сидрону виявляють велику кількість рис, що походять від неандертальської лінії, навіть попри те, що певні ознаки ставлять зразок на межі варіацій неандертальців. 
Печера знаходиться на півночі Іспанії, південні неандертальці демонструють ширші обличчя зі збільшеною нижньою висотою обличчя. 

### Онтогенез
Відносно добре збережений екземпляр молодого неандертальця, знайдений у галереї Осаріо, El Sidrón J1, дозволив дослідникам вивчити онтогенез неандертальців. 
Проаналізувавши його зуби, дослідники припускають, що на момент смерті El Sidrón J1 було від 7 до 8 років. Знайдено близько 36% останків ювенільного екземпляра, включно з ключовими елементами черепа, зубів і хребетного стовпа. 
Було знайдено 138 викопних елементів, включно з 30 зубними елементами і повну нижню щелепу. 
Дослідники припускають, що зразок, ймовірно, був чоловічої статі. 

El Sidrón J1 демонструє багато рис сповільненого дорослішання. 
На момент смерті мозок  El Sidrón J1, ймовірно, ще не був повністю розвинений. 
Розрахунковий об’єм черепа El Sidrón J1 становить 1330 см³, що становить приблизно 87% від середнього об’єму черепа дорослого неандертальця (1520 см³). 
У порівнянному віці типові сучасні молоді люди досягають приблизно 95% середнього об’єму черепа дорослої людини. Крім того, молодий екземпляр демонструє незвичайну особливість розвитку; нейроцентральний синхондроз між його грудним та С1 хребцями ще не зрощений; як правило, це злиття відбувається приблизно на 2 роки раніше у сучасних людей. 

Інші палеоантропологи, такі як Марсія Понсе де Леон і Крістоф Золлікофер, застерігали від інтерпретації розміру мозку як ознаки затримки дорослішання через малу кількість випадків і відсутність статистичних доказів, а Таня Сміт зазначила, що припущення залежить від точності визначення віку зуба 
.

### Археогенетика
МтДНК неандертальців частково секвенована в області HVR для трьох різних неандертальців з печери Ель-Сидрон (441, 1253 і 1351c). 

Дослідники також секвенували часткові ядерні геноми кількох особин із печери. 

1253 і 1351c мають однакові мутації в позиції A-911, G-977 в екзоні 7 гена FOXP2 , відомого як «ген мови», як і у сучасних людей. 

У 2017 році дослідники успішно секвенували ДНК із зразків ґрунту, взятих із шару III в Ель-Сидроні. 
Вони змогли ідентифікувати послідовності мтДНК неандертальців; результати показали, що секвенована мтДНК належала більш ніж одній людині. 

#### Y-хромосома неандертальця
Перше секвенування мтДНК неандертальців успішно завершено на зразку з печери Сидрон. 

Ґрунтуючись на цій вибірці, дослідники припускають, що неандертальці відокремилися від загального предка людини 
Y-хромосому печери Сидрон ніколи раніше не ідентифікували в інших викопних зразках гомінінів, і вона не зустрічається у сучасних людей. 

Y-хромосома з печери Сидрон кодує кілька незначних генів антигенів гістосумісності, які відрізняються від генів сучасних людей. 

## Харчування
Нещодавні дослідження останків неандертальців, знайдених в Ель-Сидроні, показали, що їхній раціон в основному складався з кедрових горіхів, моху та грибів. 
Це контрастує з доказами з інших європейських місць, які вказують на більш м’ясоїдну дієту. 